# Lombhullató növény
A botanikában lombhullató (ismert még mint: levélhullató, lombváltó vagy nyárizöld) növényeknek azokat a fákat, cserjéket vagy évelő lágy szárú növényeket nevezzük, melyek az év valamely részében elhullajtják a leveleiket (abszcisszió). A mérsékelt övi és sarkvidéki éghajlat növényei esetén a levelek elveszítése a téli időszakkal esik egybe. Más területeken a száraz évszak, vagy az eső mennyiségének egyéb variációi szabályozzák a levélhullást, mint például a trópusi, szubtrópusi és sivatagos régiókban.
A lombhullató növényekkel szemben léteznek örökzöld növények, melyeknél a zöld levélzet egész évben jelen van. A két véglet között találhatók a féllombhullatók, melyeknél a régi levelek az új tenyészidőszak elején hullanak le, illetve a félörökzöldek, melyek lehullajtják leveleik nagy részét, de a téli vagy száraz időszak alatt is megtartanak valamennyit. Egyes fák (például az amerikai mocsártölgy) fiatal példányain az elszáradt levelek télen is fent maradnak (en:Marcescence), valószínűleg a növényevők elleni védekezésként.

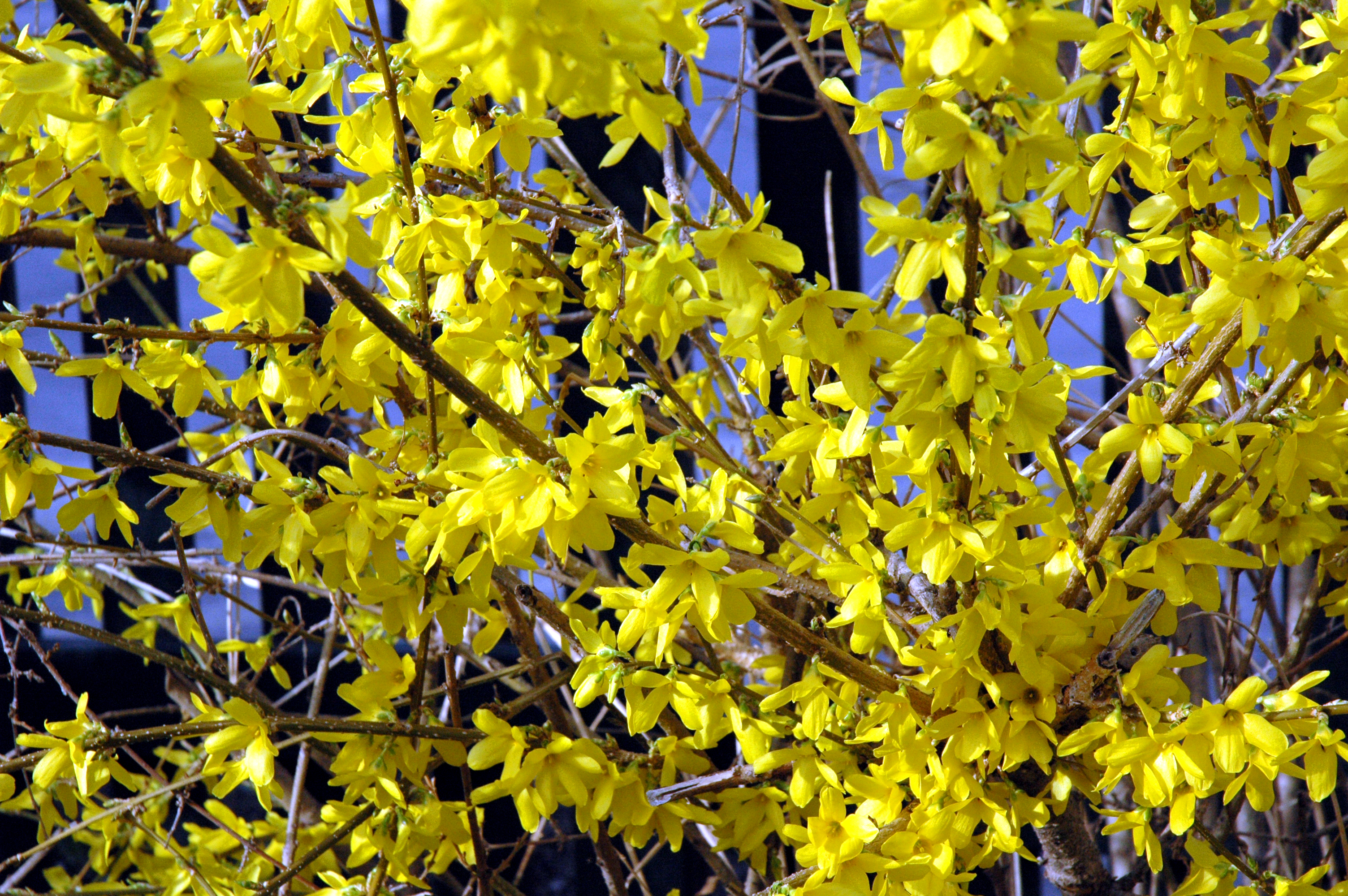
Ahogy sok más lombhullató növény az aranyfa (Forsythia) virágzása is megelőzi a levelek megjelenését

Sok lombhullató növény a levelek hajtása előtt virágzik, ezzel növelve a beporzás hatékonyságát. A levelek hiánya a szél porozta növényeknél megkönnyíti a pollen szél általi továbbítását, a rovarbeporzásúaknál pedig a virágok láthatóságát növeli. Ennek a szaporodási stratégiának a veszélyei közé tartozik, hogy a virágok elfagyhatnak, vagy a száraz területeken túlságosan kiszáríthatják a növényt. Azonban a csupasz ágak kevésbé sérülnek meg a jegesedéstől, és a növények kihasználhatják a téli időszakban rendelkezésre álló nagyobb csapadékmennyiséget.
A levélhullás (abszcisszió) komplex fiziológiai változások eredménye. A fotoszintézis folyamata csökkenti a levélzetben található klorofill mennyiségét; a növények ezt a nyári hónapokban visszapótolják. Amikor a nappalok rövidülni, az éjszakák pedig hűvösödni kezdenek, vagy a száraz évszak hatásai érződni kezdenek, a lombhullató növények klorofillpigment-termelése visszaesik, így a levelekben jelen lévő egyéb festékanyagok láthatóvá válnak: megjelennek a levelek őszi színei. Ezen festékanyagok közé tartoznak a sárga, barna és narancs színeket adó karotinoidok. Az antocián pigmentek a leveleket vörösre és lilára festik; ezek nem mindig vannak jelen a levelekben, csak késő nyártól, amikor a cukrok a levélben maradnak az abszcisszió megkezdődése után. A gyönyörű őszi tájképek a világ olyan részein láthatók csak, ahol a rövidülő nappalok és hideg éjszakák előfordulnak. Máshol a lombhullató fák levelei egyszerűen leesnek, az antocián felhalmozódásából adódó ragyogó színek beállása nélkül.
A levélhullás során először egy abszcissziós zóna képződik a levél alapjánál (azaz a levélnyél és a szár között). Ezen belül található az abszcissziós réteg, amely még tavasszal, a levél aktív növekedése idején alakul ki, és egymástól elválni képes sejtek rétegei alkotják. Az abszcissziós réteg sejtjei érzékenyek egy növényi növekedést szabályzó hormonra, az auxinra, ami a levélben és a növény más részeiben is termelődik. Ameddig a levélben termelődő auxin és a növény többi része felől érkező auxin aránya állandó, az abszcissziós réteg sejtjei együtt maradnak. Ősszel, vagy a növényt érő egyéb stressz, sérülés, öregedés esetén a levél irányából jövő auxin áramlása lecsökken vagy megáll, a sejtek megnyúlását váltva ki az abszcissziós rétegen belül. Ezzel a sejtrétegek közötti kapcsolat megszakad ( a középlemez hirolitikus enzimek, pl. poligalakturonáz hatására feloldódik), lehetővé téve a levél elszakadását a növénytől, ugyanakkor a megnyúlt sejtek szigetelő réteget képeznek a folyadékvesztés megakadályozására.
Egyes lombhullató növények a levelek lehullatása előtt nitrogént és szenet vonnak ki belőlük, hogy fehérjeként a gyökerek és a kéreg belső része parenchima-sejtjeinek vakuólumaiban tárolják azokat. Tavasszal ezek a fehérjék az új levelek vagy virágok növesztéséhez nitrogénforrásként szolgálnak.
A lombhullató életformának az örökzölddel szemben különböző előnyei és hátrányai vannak. Mivel a lombhullató növények elveszítik levélzetüket a vízzel való takarékosság vagy a téli körülmények elviselése végett, a következő tenyészidőszakban kénytelenek újranöveszteni azokat; ez többlet-erőforrásokat emészt fel az örökzöld életmódhoz képest. Ugyanakkor, az örökzöldek vízvesztesége nagyobb lehet a tél folyamán, és a növényevő állatoktól is nagyobb fenyegetettségnek vannak kitéve, főleg fiatal korban. A levelektől való megszabadulás egyben a növényevő rovarokat is eltávolítja a növényről; a levelek „kijavítása” többe kerülhet a növénynek, mintha egyszerűen elveszítené és újranövesztené azokat.

## Lombhullató, fás szárú növények
A lombhullató tulajdonság több alkalommal kifejlődött a fás szárú növényekben. Közéjük tartoznak a fák közül juharfák, a tölgyek és a szilfák jelentős része, a nyárfák és nyírfák, továbbá számos tűlevelű nemzetség, mint a vörösfenyő vagy a kínai mamutfenyő. A lombhullató cserjék közé tartoznak például a loncok és a bangiták (Viburnum). A legtöbb mérsékelt égövi kúszónövény szintén lombhullató, például a szőlő, a mérges szömörce, a vadszőlő, a lilaakác. Néha a faj azonosításában is jól jöhet a lombhullató jelleg, például Dél-Kaliforniában, ahol a lombhullató és örökzöld tölgyfajok egymás mellett nőnek.
A faszerű egyszikű növények (pálmák, jukkák, sárkányfák) között nincsenek lombhullató fajok.

## Elterjedésük
A lombhullató erdőket az Antarktisz kivételével valamennyi kontinensen megtaláljuk. Azokat az erdőket nevezzük lombhullatónak, melyeknél a fafajok többsége a tenyészidőszak végével lehullajtja lombját. Ezek az erdők jellegzetes ökoszisztémával, talajdinamikával stb. bírnak.
A lombhullató erdőknek két fő fajtája különböztethető meg.
A mérsékelt övi lombhullató erdők biomjai Amerikában, Ázsiában és Európában találhatók meg. Az egyes évszakok között nagy hőmérsékleti váltakozás jellemző az itteni klímaviszonyokra, a növekedést lehetővé tevő meleg nyarakkal, őszi levélhullással és téli nyugalmi időszakkal. A klímaviszonyok (a hőmérséklet változásai, a csapadékmennyiség és -eloszlás) miatt különböző területeken más-más jellemző lombhullató erdők megjelenését eredményezik.

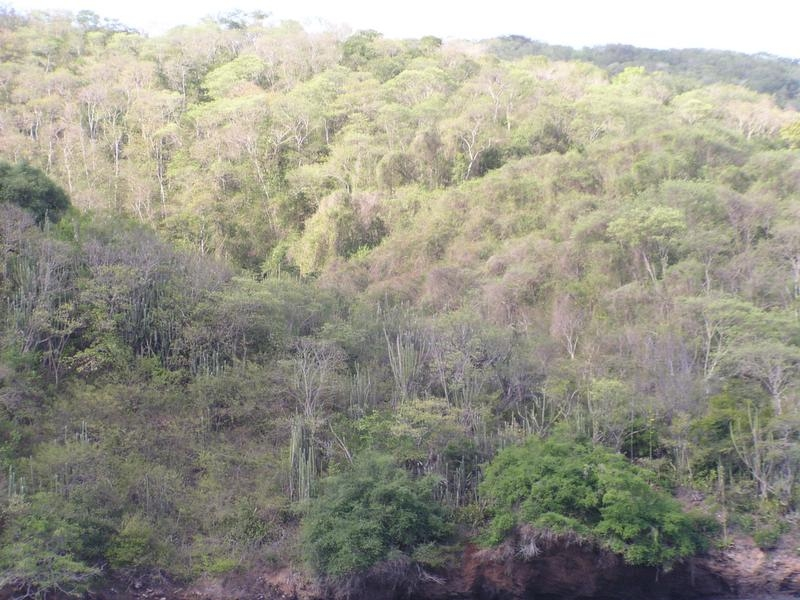
Száraz évszaki trópusi lombhullató erdő

A trópusi és szubtrópusi lombhullató erdők biomjait a csapadékmennyiség szezonális változásai alakították ki. Hosszabb száraz időszakokban a növények megszabadulnak leveleiktől, hogy megóvják magukat a kiszáradástól. A levélhullás nem évszakfüggő, mint a mérsékelt övi erdőknél, az év bármely szakában megtörténhet. Még kisebb területeken belül is eltérések lehetnek a lombhullás időpontjában és időtartamában; megtörténik, hogy ugyanazon hegy két oldalán, vagy folyómellékeken felváltva fordulnak elő a leveles és csupasz fák alkotta erdőfoltok.

## Lásd még
- Lombhullató erdő
- Örökzöld növény
- Félörökzöld növény

## Fordítás
- Ez a szócikk részben vagy egészben  a   Deciduous című angol Wikipédia-szócikk ezen változatának fordításán alapul.  Az eredeti cikk szerkesztőit annak laptörténete sorolja fel. Ez a jelzés csupán a megfogalmazás eredetét és a szerzői jogokat jelzi, nem szolgál a cikkben szereplő információk forrásmegjelöléseként.